# Isam Faiz
Isam Faiz (in arabo عصام فايز‎?; Khouribga, 6 marzo 2000) è un calciatore marocchino naturalizzato emiratino, centrocampista dell'Ajman e della Nazionale di calcio degli Emirati Arabi Uniti.

## Carriera

### Club
Nato in Marocco nella città di Khouribga, Isam Faiz inizia a giocare a calcio nel settore giovanile della squadra locale dell' Ol. Khouribga. Nel 2018, compiuti i diciotto anni, decise di trasferirsi negli Emirati Arabi Uniti firmando con la squadra dell'Ajman.
Il suo debutto fra i professionisti è arrivato nell'ultima giornata di campionato della UAE Arabian Gulf League 2018-2019, giocando titolare la partita dell'Ajman contro l'Al Dhafra.

### Nazionale
Nel 2023 ha acquisito la cittadinanza degli Emirati Arabi Uniti, venendo poi convocato dalla nazionale maggiore emiratina nel marzo 2024. Ha fatto il suo esordio con la nazionale emiratina subentrando nella sfida, valida per il secondo turno delle qualificazioni al mondiale 2026, vinta per 2-0 contro lo Yemen.

## Statistiche

### Presenze e reti nei club
Statistiche aggiornate al 17 settembre 2024.
| Stagione        | Squadra         | Campionato      | Campionato | Campionato | Coppe nazionali | Coppe nazionali | Coppe nazionali | Coppe continentali | Coppe continentali | Coppe continentali | Altre coppe | Altre coppe | Altre coppe | Totale | Totale |
| Stagione        | Squadra         | Comp            | Pres       | Reti       | Comp            | Pres            | Reti            | Comp               | Pres               | Reti               | Comp        | Pres        | Reti        | Pres   | Reti   |
| --------------- | --------------- | --------------- | ---------- | ---------- | --------------- | --------------- | --------------- | ------------------ | ------------------ | ------------------ | ----------- | ----------- | ----------- | ------ | ------ |
| 2018-2019       | Ajman           | PL              | 1          | 0          | CEAU+CdL        | 0+0             | 0+0             | -                  | -                  | -                  | -           | -           | -           | 1      | 0      |
| 2019-2020       | Ajman           | PL              | 17         | 0          | CEAU+CdL        | 1+3             | 0+0             | -                  | -                  | -                  | -           | -           | -           | 21     | 0      |
| 2020-2021       | Ajman           | PL              | 21         | 0          | CEAU+CdL        | 2+2             | 0+0             | -                  | -                  | -                  | -           | -           | -           | 25     | 0      |
| 2021-2022       | Ajman           | PL              | 22         | 0          | CEAU+CdL        | 1+4             | 0+0             | -                  | -                  | -                  | -           | -           | -           | 27     | 0      |
| 2022-2023       | Ajman           | PL              | 24         | 1          | CEAU+CdL        | 5+1             | 0+0             | -                  | -                  | -                  | -           | -           | -           | 30     | 1      |
| 2023-2024       | Ajman           | PL              | 17         | 1          | CEAU+CdL        | 2+0             | 0+0             | -                  | -                  | -                  | -           | -           | -           | 19     | 1      |
| 2024-2025       | Ajman           | PL              | 2          | 0          | CEAU+CdL        | 0+1             | 0+0             | -                  | -                  | -                  | -           | -           | -           | 3      | 0      |
| Totale carriera | Totale carriera | Totale carriera | 104        | 2          |                 | 22              | 0               |                    | 0                  | 0                  |             | 0           | 0           | 126    | 2      |

### Cronologia presenze e reti in nazionale
| Cronologia completa delle presenze e delle reti in nazionale ― Emirati Arabi Uniti | Cronologia completa delle presenze e delle reti in nazionale ― Emirati Arabi Uniti | Cronologia completa delle presenze e delle reti in nazionale ― Emirati Arabi Uniti | Cronologia completa delle presenze e delle reti in nazionale ― Emirati Arabi Uniti | Cronologia completa delle presenze e delle reti in nazionale ― Emirati Arabi Uniti | Cronologia completa delle presenze e delle reti in nazionale ― Emirati Arabi Uniti | Cronologia completa delle presenze e delle reti in nazionale ― Emirati Arabi Uniti | Cronologia completa delle presenze e delle reti in nazionale ― Emirati Arabi Uniti |
| Data                                                                               | Città                                                                              | In casa                                                                            | Risultato                                                                          | Ospiti                                                                             | Competizione                                                                       | Reti                                                                               | Note                                                                               |
| ---------------------------------------------------------------------------------- | ---------------------------------------------------------------------------------- | ---------------------------------------------------------------------------------- | ---------------------------------------------------------------------------------- | ---------------------------------------------------------------------------------- | ---------------------------------------------------------------------------------- | ---------------------------------------------------------------------------------- | ---------------------------------------------------------------------------------- |
| 26-3-2024                                                                          | Khobar                                                                             | Yemen                                                                              | 0 – 3                                                                              | Emirati Arabi Uniti                                                                | Qual. Mondiali 2026                                                                | -                                                                                  | 74’                                                                                |
| 11-6-2024                                                                          | Dubai                                                                              | Emirati Arabi Uniti                                                                | 1 – 1                                                                              | Bahrein                                                                            | Qual. Mondiali 2026                                                                | -                                                                                  | 57’                                                                                |
| 10-9-2024                                                                          | al-'Ayn                                                                            | Emirati Arabi Uniti                                                                | 0 – 1                                                                              | Iran                                                                               | Qual. Mondiali 2026                                                                | -                                                                                  | 85’                                                                                |
| Totale                                                                             |                                                                                    | Presenze                                                                           | 2                                                                                  |                                                                                    | Reti                                                                               | 0                                                                                  |                                                                                    |